# Lachsfische
Die Familie der Lachsfische (Salmonidae), auch Salmoniden oder Forellenfische  genannt, umfasst zahlreiche Gattungen und Arten beliebter Speisefische wie Lachse, Forellen, Renken und Äschen. Sie ist die einzige Familie der Lachsartigen (Salmoniformes) und wird in die drei Unterfamilien Coregoninae, Salmoninae und Thymallinae unterteilt. Abweichend werden die Coregoninae auch in eine eigene Familie gestellt.

## Verbreitung
Lachsfische lebten ursprünglich ausschließlich auf der nördlichen Erdhalbkugel, in Europa, Asien, mit Ausnahme der Arabischen Halbinsel, des indischen Subkontinents und Südostasiens, im westlichen und nördlichen Nordamerika, auf Island und an der Küste Grönlands. Lachsfische leben entweder ihr ganzes Leben im Süßwasser oder sind Wanderarten, die im Süßwasser schlüpfen, dann in das küstennahe Meer wandern, dort einige Jahre leben und zum Laichen wieder zurück in ihre Schlüpfgewässer wandern. In Europa gibt es sechs heimische Arten sowie sechs weitere, die vom Menschen aus Nordamerika eingeführt wurden.
Einige Salmonidenarten sind vom Menschen aus wirtschaftlichen Gründen auch in anderen Teilen der Welt eingebürgert worden, unter anderem in Ländern der südlichen Erdhalbkugel mit gemäßigtem Klima, wie Neuseeland, Südaustralien, Argentinien und Chile, aber auch in den Andenregionen von Peru.

## Merkmale

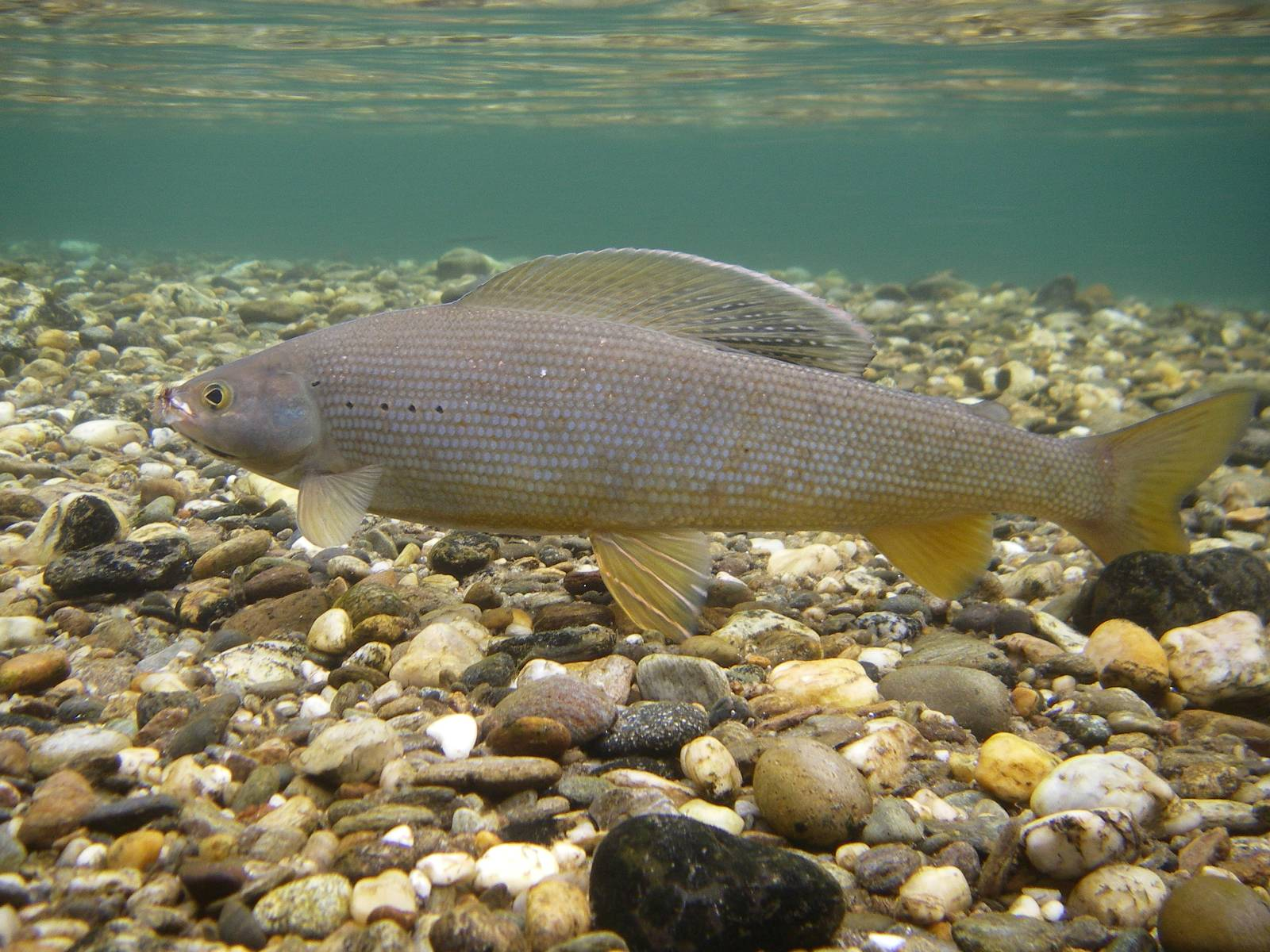
Arktische Äsche
(Thymallus arcticus)

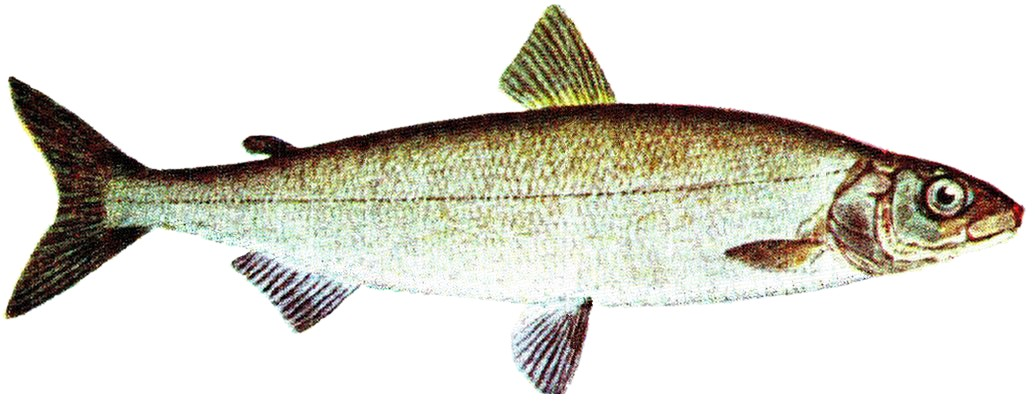
Ostseeschnäpel
(Coregonus maraena)

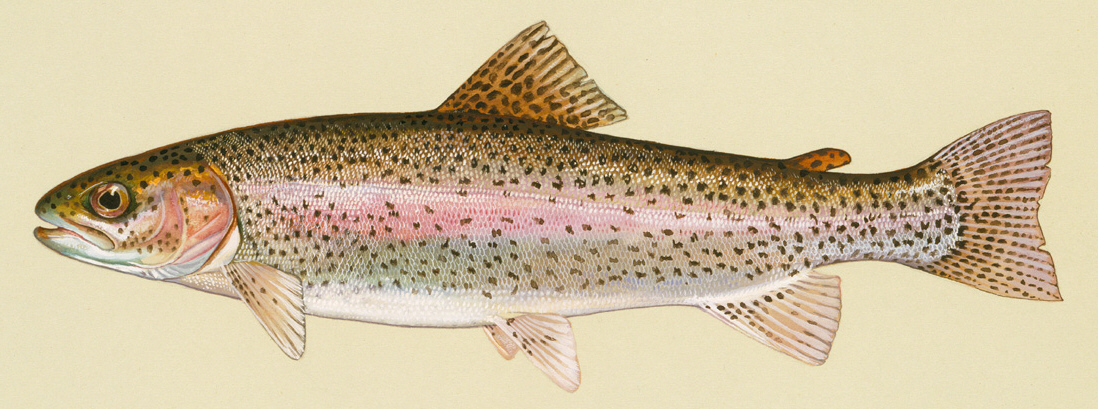
Regenbogenforelle
(Oncorhynchus mykiss)

Salmoniden haben einen langgestreckten, im Querschnitt ovalen Körper. Ihre Flossen haben nur Weichstrahlen. Die Bauchflossen befinden sich in der Mitte des Körpers. Zwischen der einzigen Rückenflosse und der Schwanzflosse befindet sich bei fast allen Arten eine kleine Fettflosse. Die Wirbelsäule besteht aus 50 bis 75 Wirbeln, die letzten drei Wirbel, in der Schwanzwurzel, bilden einen nach oben zeigenden Bogen. Der Kiemenapparat umfasst 7 bis 20 Kiemenstrahlen (4 Kiemenbögen), die teilweise, bei Planktonfressern, als Reusen ausgebildet sind. Das Seitenlinienorgan ist gut ausgebildet und vollständig.
Lachsfische werden 12 Zentimeter bis 1,50 Meter lang.

### Unterschiede zwischen den Unterfamilien
Die Coregoninae (Renken und Verwandte) haben ein kleines Maul, große Schuppen, weniger als 110 entlang des Seitenlinienorgans, weniger als 16 Flossenstrahlen in der Rückenflosse, keine Zähne auf der Maxilla (Oberkiefer) und nur kleine oder keine auf dem Vomer (Pflugscharbein). Sie sind einfarbig grau, weißlich oder braun.

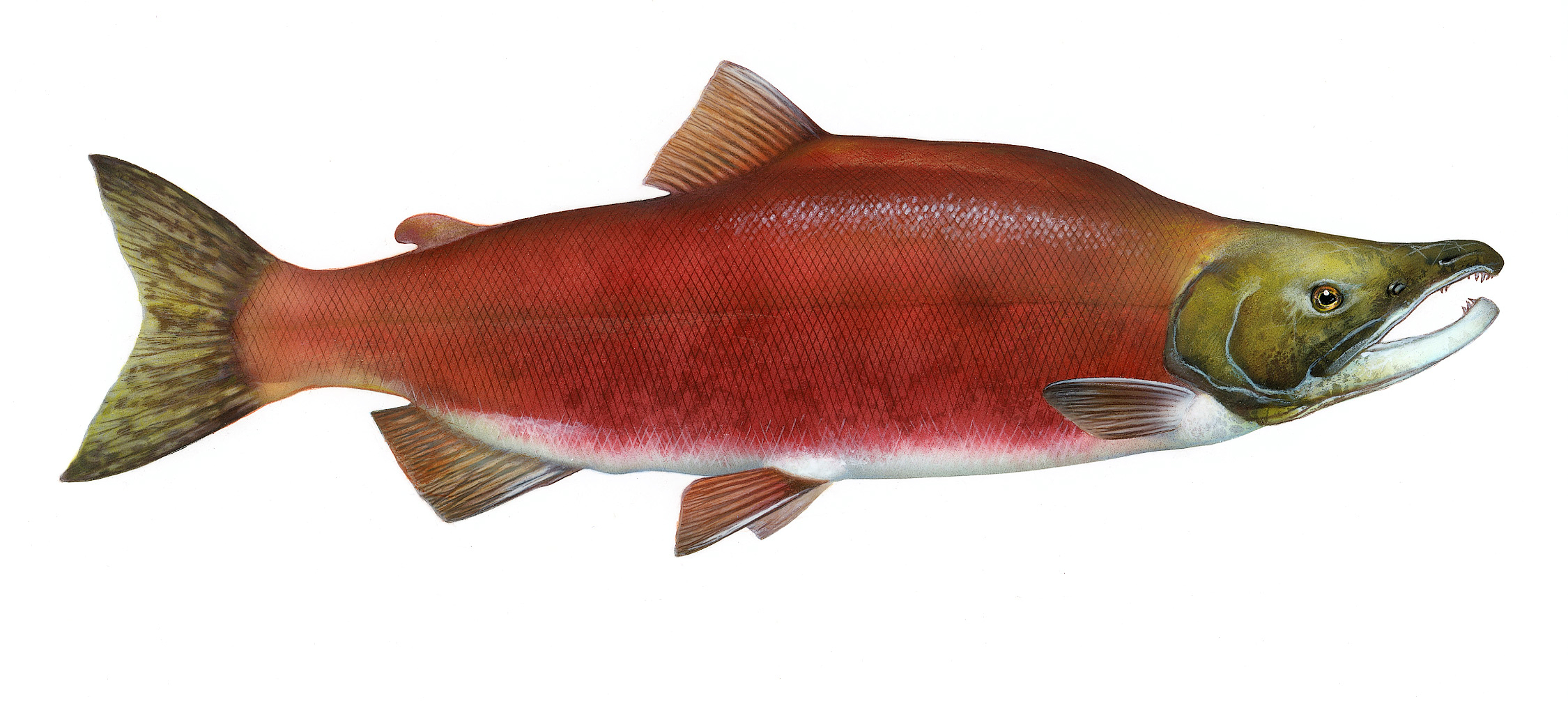
Rotlachs (Oncorhynchus nerka)

Die Thymallinae (Äschen) haben ein kleines Maul, mittelgroße Schuppen, mehr als 17 Flossenstrahlen in der sehr großen Rückenflosse und Zähne auf der Maxilla.
Die Salmoninae (Forellen, Lachse und Verwandte) haben ein großes Maul, kleine Schuppen, mehr als 110 entlang des Seitenlinienorgans, weniger als 16 Flossenstrahlen in der Rückenflosse und kräftige Zähne, auch auf der Maxilla. Die Männchen entwickeln im Alter oft einen hakenförmigen Ober- und Unterkiefer. Sie sind oft sehr bunt.

## Lebensweise
Alle Salmoniden bevorzugen kühle Gewässer, Gebirgsbäche und Flüsse sowie tiefe kühle Seen. Sie ernähren sich carnivor (als Fleischfresser), die kleinmäuligen Coregoninae von Zooplankton, die anderen Arten auch von größeren Krebstieren und kleineren Fischen. Alle Lachsfische laichen im Süßwasser über kiesigem oder steinigen Untergrund. Dazu schlägt das Weibchen durch heftige Schwanzbewegungen eine Laichgrube aus. Die Entwicklung der Eier dauert in den kühlen Laichgewässern 1,5 bis über 6 Monate.

## Systematik
Die Lachsfische sind die einzige Familie der Lachsartigen (Salmoniformes). Sie werden in drei Unterfamilien unterteilt, die Salmoninae, die Thymallinae und die Coregoninae. Kladistisch bilden Salmoninae und Thymallinae ein gemeinsames Taxon, das die Schwestergruppe der Coregoninae ist. Die Coregoninae werden manchmal auch als eigene Familie angesehen.

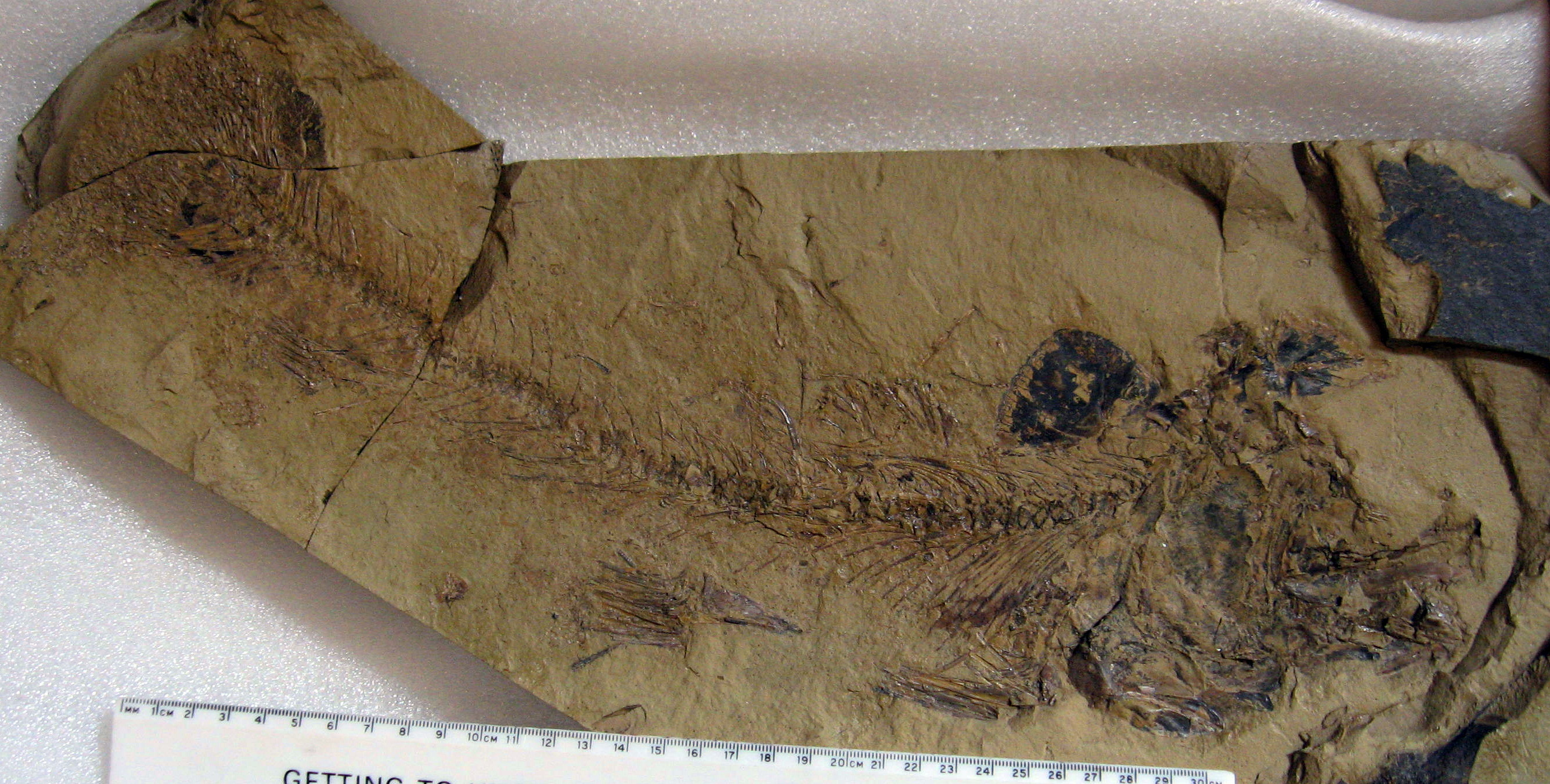
Eosalmo

Der älteste fossile Salmonide ist Sivulliusalmo aus der Prince-Creek-Formation im nördlichen Alaska. Das Fossil der Gattung wird auf ein Alter von 73 Millionen Jahren datiert und stammt damit aus dem Campanium, einer Stufe der Oberkreide. Eosalmo aus dem mittleren Eozän von Nordamerika, ist die Schwestergruppe aller rezenten Gattungen der Salmoninae. Durch die Eiszeit wurden viele Populationen immer wieder voneinander getrennt und in kleine und kleinste Gewässer isoliert. So entstanden eine Vielzahl sehr nah miteinander verwandter Arten, Unterarten und Formen, deren verwandtschaftliche Beziehungen nur unzureichend bekannt sind. Zusammengebracht hybridisieren viele Arten wieder.
Es gibt elf Gattungen und etwa 225 Arten:
- Lachsartige (Salmoniformes)
  - Lachsfische (Salmonidae)
    - Unterfamilie Coregoninae
      - Coregonus
      - Prosopium
      - Stenodus

    - Unterfamilie Thymallinae
      - Äschen (Thymallus)

    - Unterfamilie Salmoninae
      - Brachymystax
      - Hucho
      - Oncorhynchus
      - Parahucho
      - Salmo
      - Saiblinge (Salvelinus)

## Wirtschaftliche Bedeutung

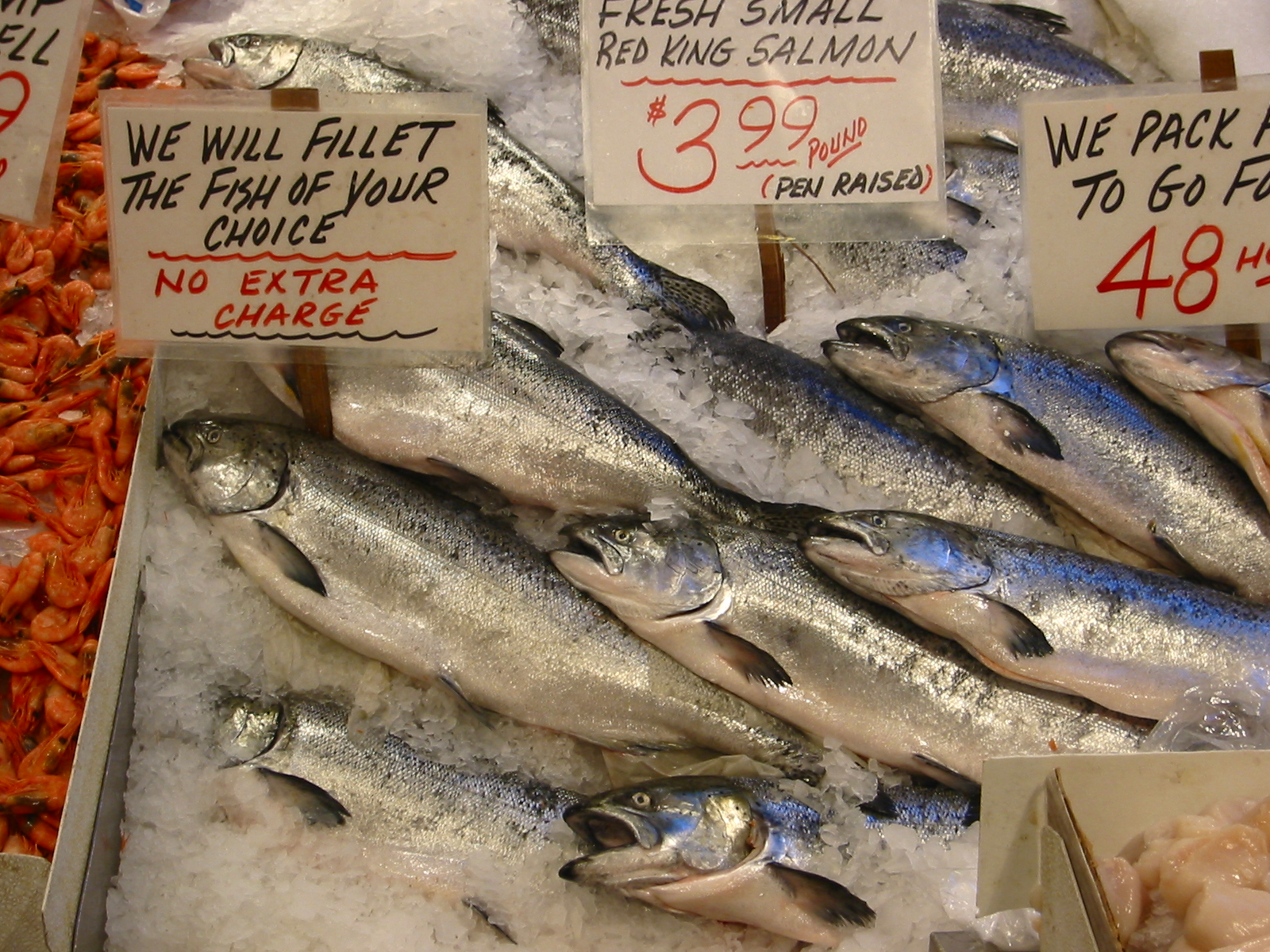
Lachse auf einem Markt in Seattle

Lachsfische sind schmackhafte Speisefische, werden von Berufsfischern gefangen, in Aquakulturen und Teichwirtschaften gezüchtet und sind auch begehrtes Ziel der Hobbyangler. In Europa kommen jährlich 300.000 Tonnen Atlantischer Lachs aus Aquakulturen auf den Markt. Die Menge der Erträge aus Fischzuchtbetrieben übertrifft inzwischen die Wildfänge bei weitem.